# Borås–Ulricehamns Järnväg

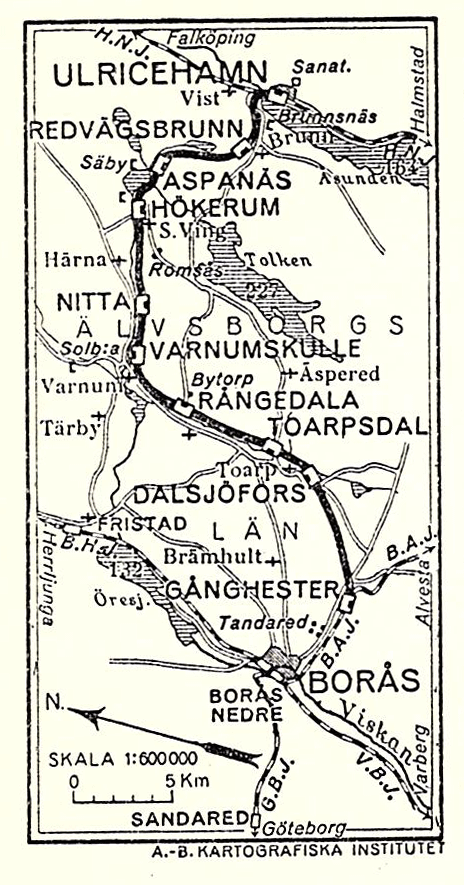
BUJ. Karta 1926.

Borås-Ulricehamns Järnväg (BUJ) senare Borås-Jönköpings Järnväg (BsJJ) är en nedlagd och nästan helt uppriven 1435 mm normalspårig järnväg som gick mellan Borås och Ulricehamn i Älvsborgs län och senare förlängd till Jönköping i Jönköpings län, Sverige.

## Historik
Varken i Borås eller Ulricehamn var förbindelsen den första järnvägen, Borås–Herrljunga Järnväg öppnade 1863 och Ulricehamn–Vartofta järnväg öppnade 1874. Genom Jönköping blev Södra stambanan färdig mellan 1863 och 1864.
Borås-Ulricehamns Järnväg aktiebolag fick koncession 1912/1914 och banan öppnades för trafik den 14 december 1917. Banan utgick från Gånghester 7 km från Borås central på Borås–Alvesta Järnväg (BAJ). Byggkostnaden var 2,55 miljoner kronor för banan och byggnader, och 470 000 för fordon.
Koncession på förlängningen till Jönköping erhölls 1923 och 1924 tecknade Jönköpings stad aktier i BUJ för 500 000 kronor. Den 1 januari 1928 bytte Borås-Ulricehamns Järnväg (BUJ) namn till Borås–Jönköpings Järnväg (BsJJ) Järnvägen byggdes som ett beredskapsarbete under en lång tid och öppnades inte förrän den 1 mars 1940. Det blev den sista nya järnvägen som öppnades för trafik inom Sverige på nästan de följande 50 åren.
Kostnaden för byggandet var hög. Samtidigt som sträckan Ulricehamn-Jönköping blev färdigbyggd och öppnad för trafik den 1 mars 1940 köptes BsJJ av staten och blev del av Statens järnvägar baserat på 1939 års riksdagsbeslut om förstatligandet av järnvägarna.
Järnvägens sträckning vid infarten till Jönköping gick på en bro över Halmstad–Nässjö Järnvägar (HNJ) som då hade slutstation i Jönköping Hamn och det fanns en planerad sträckning väster om Rocksjön till en plats nära Jönköping Ö. När det stod klart att banan skulle bli statlig vid öppnandet ändrades sträckning till öster om Rocksjön och en växel anslöt till Södra stambanan vid östra kyrkogården. Halmstad-Nässjö Järnvägar (HNJ) fick den 1 april 1972 en ny sträckning på delar av den gamla BsJJ från Västerbrunn till Jönköping C i samband med att den nuvarande godsbangården byggdes på det gamla flygfältet.

### Trafik
Banan trafikerades till en början med loktåg och dessa ersattes av rälsbussar av typen Yo1 och senare av motorvagnar av typen Y6.

### Nedläggning
På den sist öppnade delen Ulricehamn-Jönköping lades persontrafiken ner redan 1960. Grustransporter från Bottnaryd fortsatte fram till att det mesta av banan revs 1965–66. En bit mellan Västerbrunn och Gräshagen sparades och revs inte förrän 1988. Den delen användes för oljetransporter till det civila beredskapslagret i Gräshagen.
Persontrafiken Borås-Ulricehamn lades ner 1985 och gods gick fram till 1986 och spåren har rivits upp. Fram till 2007 gick riksväg 40 på en smal bro över järnvägen eller dess kvarvarande banvall vid Rångedala.

### Dokumentärfilm
Borås-Ulricehamns Järnväg och Västra Centralbanan är föremål för dokumentärfilmen Tåg ut – klart slut från 1985 av Kjell Walter. Skildringen innefattar banornas tillkomsthistoria, ekonomi, ägarförhållanden och ekonomi. Slutligen gör vi en resa på de båda sträckorna det sista trafikåret 1985. Filmens berättarröst görs av Dag Stålsjö. Filmen finns numera tillgänglig på Youtube och Vimeo.

## Cykelleder
Efter nedläggningen av Borås-Ulricehamn köpte kommunerna den gamla banvallen och gjorde cykelled från Gånghester till Ulricehamn. Efter tre års arbete invigdes leden den 21 september 2002.
Delen Ulricehamn-Jönköping lades ner och revs upp mycket tidigare. I Jönköpings kommun används delar till vandringsleden Södra Vätterleden från Bottnaryd mot Jönköping och delar närmast Jönköping är cykelväg. Närmast Ulricehamn går länsväg 157 på banvallen. Däremellan finns ingen förberedd cykelled. Ulricehamn och Jönköpings kommuner har flera gånger utrett frågan om att bygga en cykelled hela vägen mellan orterna, men hittills har planerna skrinlagts.